# Ljetna univerzijada 1987.
XIV. Ljetna univerzijada održana je u Zagrebu od 8. srpnja do 19. srpnja 1987. godine. Ovo je bila najmasovnija ikad održana sportska manifestacija u povijesti Zagreba.
Nastupili su sportaši iz 122 država svijeta, bilo je prijavljeno 6423 sudionika. Pamtimo je po simpatičnom logotipu i maskoti Zagiju Nedjeljka Dragića. Službeno geslo Univerzijade bilo je »Svijet mladih za svijet mira«. Mnogi športski i popratni objekti su tada bili izgrađeni ili obnovljeni. 
Sagrađeni su Košarkaški centar Dražen Petrović, a službeno je otvoren 30. lipnja 1987. godine.). Sagrađeni su i sportski centar na Jarunu, kompleks bazena Mladost i dvorana Cibona. Obnovljeni su sportski centar Šalata, stadion Dinamo, te niz sportskih objekata u Zagrebu i gradovima suorganizatorima: Bjelovaru, Čakovcu, Jastrebarskom, Karlovcu, Kumrovcu, Petrinji, Sisku, Varaždinu i Svetom Ivanu Zelini. Obnovljene su bile i brojne ostale građevine vezane uz smještaj i gradski promet kojim su se služili brojni gosti i sportaši: studentski domovi Stjepan Radić i Cvjetno naselje, novi autobusni kolodvor i željeznički kolodvor, uređen je niz pročelja u središtu grada, osobito na današnjem Trgu bana Jelačića, izgrađen Centar za automatsku obradu podataka, otvoren niz novih trgovina, obnovljeni i otvoreni novi hoteli. Otvoren je Omladinski kulturni centar u Teslinoj s obnovljenim Zagrebačkim kazalištem mladih i nizom novih sadržaja, zaživjela je Tkalčićeva ulica kao atraktivno mjesto večernjih izlazaka.
Otvorenje Univerzijade umjetnički je oblikovao hrvatski etnolog, etnokoreograf i etnokoreolog Ivan Ivančan. Na spektakularnom otvaranju na maksimirskom stadionu, kojeg je režirao Paolo Magelli, sudjelovalo je oko 9000 ljudi pred 50000 gledatelja, a prisutan je bio i Juan Antonio Samaranch, tadašnji predsjednik Međunarodnog olimpijskog odbora.
U spomen na Univerzijadu '87. podignuta je skulptura Ruka prijateljstva (Pozdrav) na križanju Ulice kneza Branimira i Ulice Augusta Harambašića (Svetice). Izrađena je 1987. u Tvornici parnih kotlova Zagreb, prema zamisli akademske kiparice Milene Lah i postavljena iste godine u sklopu malih komunalnih akcija, kao poklon autorice Gradu Zagrebu. Ruka prijateljstva (Pozdrav) osmišljena je kao putokaz dobrodošlice svim posjetiteljima i natjecateljima na Univerzijadi. Izrađena je od koso postavljenih, međusobno povezanih pet oslikanih industrijskih željeznih cijevi različite duljine, u formi stiliziranog otvorenog dlana koji pokazuje prema gradu. Geometrijski stilizirane plohe oslikane su u bojama Univerzijade.

## Tablica medalja
| Mjesto | Nacija                         | Zlato | Srebro | Bronca | Ukupno |
| ------ | ------------------------------ | ----- | ------ | ------ | ------ |
| 1.     | SAD                            | 27    | 29     | 14     | 70     |
| 2.     | SSSR                           | 25    | 32     | 21     | 78     |
| 3.     | Rumunjska                      | 21    | 12     | 10     | 43     |
| 4.     | Italija                        | 12    | 8      | 10     | 30     |
| 5.     | NR Kina                        | 9     | 9      | 12     | 30     |
| 6.     | Jugoslavija                    | 7     | 7      | 5      | 19     |
| 7.     | Njemačka Demokratska Republika | 5     | 3      | 5      | 13     |
| 8.     | Mađarska                       | 5     | 2      | 5      | 12     |
| 9.     | Nizozemska                     | 3     | 10     | 8      | 21     |
| 10.    | SR Njemačka                    | 3     | 5      | 5      | 13     |
| 11.    | Bugarska                       | 3     | 4      | 1      | 8      |
| 12.    | Japan                          | 3     | 3      | 6      | 12     |
| 13.    | Ujedinjeno Kraljevstvo         | 3     | 1      | 4      | 8      |
| 14.    | Poljska                        | 3     | 1      | 2      | 6      |
| 15.    | Kuba                           | 1     | 3      | 2      | 6      |
| 16.    | Češka                          | 1     | 2      | 1      | 4      |
| 17.    | Grčka                          | 1     | 2      | 0      | 3      |
| 18.    | Australija                     | 1     | 1      | 0      | 2      |
| 18.    | Belgija                        | 1     | 1      | 0      | 2      |
| 18.    | Novi Zeland                    | 1     | 1      | 0      | 2      |

## Vanjske poveznice
- Van Mecanovic: Zagreb Welcomes the XIVmer Universiade  Arhivirana inačica izvorne stranice od 8. prosinca 2010. (Wayback Machine)
- Univerzijada ‘87. – drugi ilirski preporod
- U Beogradu nisu htjeli da Dražen otvori Univerzijadu
- Zg-magazin.com.hr – Univerzijada '87, 30 godina kasnije (2017.)  Arhivirana inačica izvorne stranice od 21. veljače 2023. (Wayback Machine)
- Zagrebonline.hr – 20 zanimljivih podataka o Univerzijadi '87 koje možda niste znali  Arhivirana inačica izvorne stranice od 21. veljače 2023. (Wayback Machine)